# 和多田美咲
和多田美咲（日语：／ Watada Misaki，3月16日—）是日本的女性聲優，靜岡縣出身。青二製作（新人）所屬。血型A型。

## 人物
看過聲優後製錄音的動畫後，開始對聲優業抱持憧憬。小學六年級時上工藝課時曾做過「成為聲優的我」的紙黏土作品。
AMUSEMENT MEDIA綜合學院聲優藝人學科的畢業生。
高中時代曾當過柔道社的經理。
喜歡《歡樂滿屋》中的史蒂芬妮，並被為其配音的大谷育江的演技所感動。

## 演出作品
※粗體字為主要角色。

### 電視動畫
2015年
- The Rolling Girls（記者）
- ONE PIECE薩波特別篇 〜三兄弟的羈絆 奇跡的再會和被繼承的意志〜
- 彗星·路西法（少女）

2016年
- 疾走王子Alternative（通行人）
- 無彩限的幻影世界（佐茂亞里奈）
- 最弱無敗神裝機龍（女學生B、女學生C）
- Battle Spirits Double Drive（茂上健斗、絨絨）[1]
- 食戟之靈 貳之皿（女學生A）
- Regalia 三聖星（妹）
- Classicaloid（朋友B）

2017年
- 動物朋友（金絲猴[6]）
- 不正經的魔術講師與禁忌教典（伊露夏·雷佛德）
- 將國戡亂記（尼可羅）
- Princess Principal（艾咪、女學生、少女、擊劍社）
- 咕嚕咕嚕魔法陣（妖精A、奇克莉魔）
- 地獄少女 宵伽（滿）
- Just Because!（森川睦月）
- 偵探歌劇 少女福爾摩斯 亞森華麗的欲望（學生B）
- 櫻桃小丸子（泰子）

2018年
- 鬼太郎（第6作）（鄉原美月）
- 賽馬娘 Pretty Derby（名將戶仁）
- 星光頻道（留美）
- 名侦探柯南（友里未央奈）
- 天狼 Sirius the Jaeger（拉莉莎、梅）
- 魔法律事務所（怨恨的聲音）
- 關於我轉生變成史萊姆這檔事（長耳族C）
- 偵探歌劇 少女福爾摩斯 心靈的問候（比根久麗）

2019年
- 一個人的○○小日子（姬路やない）
- 消滅都市（花凜）
- 女高中生的虛度日常（女學生）
- 滿月之戰（朋友A、學生B）
- 魔法水果籃（學生）

2020年
- 神推偶像登上武道館我就死而無憾（寺本優佳[7]）
- SHOW BY ROCK!!Mashumairesh!!（黛露敏）
- 數碼寶貝大冒險：（八神光[8]）
- 新櫻花大戰（克拉拉）
- 麵包超人（河童卷、小牙膏〈第2代〉、小雪人、貓美）
- 更多！怪俠佐羅利（瑪妮）

2021年
- SHOW BY ROCK!!STARS!!（黛露敏）
- 賽馬娘 Pretty Derby Season 2（名將戶仁）
- 關於我轉生變成史萊姆這檔事 第2期（長耳族C）
- 魔法水果籃 The Final（女孩子）
- Love Live! Superstar!!（平安名菫的妹妹）
- SAKUGAN（ムゥロ）

2022年
- 平家物語（高清）
- 數碼寶貝幽靈遊戲（カズマ、結菜）
- 女忍者椿的心事（梅[9]）
- INSECT LAND（妹妹A）
- 冰冰冰 冰淇淋君2（帕緹）
- 組長女兒與保姆（櫻樹八重花[10]）
- 聯盟空軍航空魔法音樂隊 光輝魔女（女孩子、村長的孫女）
- 異世界藥局（藥谷知佑）
- 影宅 -2nd Season-（瑪格麗特）
- Love Live! Superstar!!（第2期）（平安名菫的妹妹）
- 森林家族 芙蕾雅的快樂日記（克蕾姆）
- 孤獨搖滾！（後藤二里）

2023年
- BLUE LOCK 藍色監獄（成早天花）
- 别当欧尼酱了！（椎名未祈）
- 逃走中 THE GREAT MISSION（丹波鈴、魔法少女霍米、夏美、克蕾雅·桑馬斯）
- 航海王-和之國篇（忠治）
- 森林家族 芙蕾雅的GO FOR DREAM！（克蕾姆[11]）
- Lv1魔王與獨居廢勇者（阿悟）
- 轉生成自動販賣機的我今天也在迷宮徘徊（卡納西）

2024年
- SHIBUYA♡HACHI（ハチ[12]）
- 秘密的偶像公主（四之宮玲玲[13]）
- 靠廢柴技能【狀態異常】成為最強的我將蹂躪一切（麗茲貝德[14]）
- 森林家族 芙蕾雅的小秘密（克蕾姆[15]）

2025年
- 秘密的偶像公主（第2期）（四之宮玲玲[16]）
- 這間公司有我喜歡的人（宇藤千春[17]）
- 雖然是公會的櫃檯小姐，但因為不想加班所以打算獨自討伐迷宮頭目（菲娜）
- #空帕斯2.0：陣地攻防戰（黛露敏[18]）
- 最近的偵探真沒用（小風[19]）

### 劇場動畫
2018年
- 企鵝公路（岡田）
- 機動戰士GUNDAM NT（少女）

2021年
- 麵包超人：軟綿綿與雲之國（雲之子）

2024年
- 賽馬娘 Pretty Derby 新時代之門（名將戶仁[20]）

2025年
- 多啦A夢：大雄的繪畫世界物語（可蕾雅）

### OVA
2017年
- 噬血狂襲II（葛蓮妲）

2018年
- 噬血狂襲III（葛蓮妲[21]）

2019年
- 修業魔女璐璐萌 完結篇（米米露米婭）

2020年
- 噬血狂襲IV（葛蓮妲）

2022年
- 噬血狂襲FINAL（葛蓮妲）

### 網路動畫
2017年
- 怪物彈珠（櫛名田）

2018年
- 惡魔人 Crybaby（女學生B）

2021年
- 星期一的豐滿2（女學生、加油站打工妹）
- The Missing 8（コーリー）

2022年
- 悠哉賽馬娘（名將戶仁）

### 遊戲
2015年
- 我家公主最可愛（雪笠美乃[22]）
- 激鬥·猛將撞！（朗讀擔當[2]）
- 動物朋友（歐亞猞猁、西瓦鹿[23]、袋食蟻獸[24]）
- MÚSECA（莉裘亞[25]、梅莉·拉·提拉斯[25]）

2016年
- 放學後少女聚落（扇千鳥[26]）

2018年
- 天華百劍-斬（鯰尾藤四郎）
- 怪物彈珠（天沼矛、螢音）

2019年
- #空帕斯：陣地攻防戰（黛露敏）
- 莱莎的炼金工房2 (菲)

2021年
- 賽馬娘 Pretty Derby（名將怒濤）

2022年
- Fate/Grand Order（徐福）

### 外語配音
- （卡蜜拉[2]）
- 凱特的審判（歐吉[2]）

### 廣播
- 青山二丁目劇場
- 大家的作文 ※朗讀擔當[2]
- 週刊 小林優（RADIO日本：2014年8月1日－2014年12月26日[27]）※助手擔當[4]
- 千本木彩花、和多田美咲、赤尾光的歡迎來到綠色收成！（超!A&G+、音泉：2016年4月9日－）[28][29]

### CD

#### 廣播劇CD
- 為那女孩獻上吻與白百合 廣播劇CD2 STARDUST LOVERS（學生們[22]）
- 我家的女僕小姐  廣播劇CD（みっちゃん）
- 夢之賭場學園 廣播劇CD（中西香月）

## 外部連結
- 事務所官方簡歷（页面存档备份，存于）（日語）
- 和多田美咲的X（前Twitter）（日語）